# کاچی

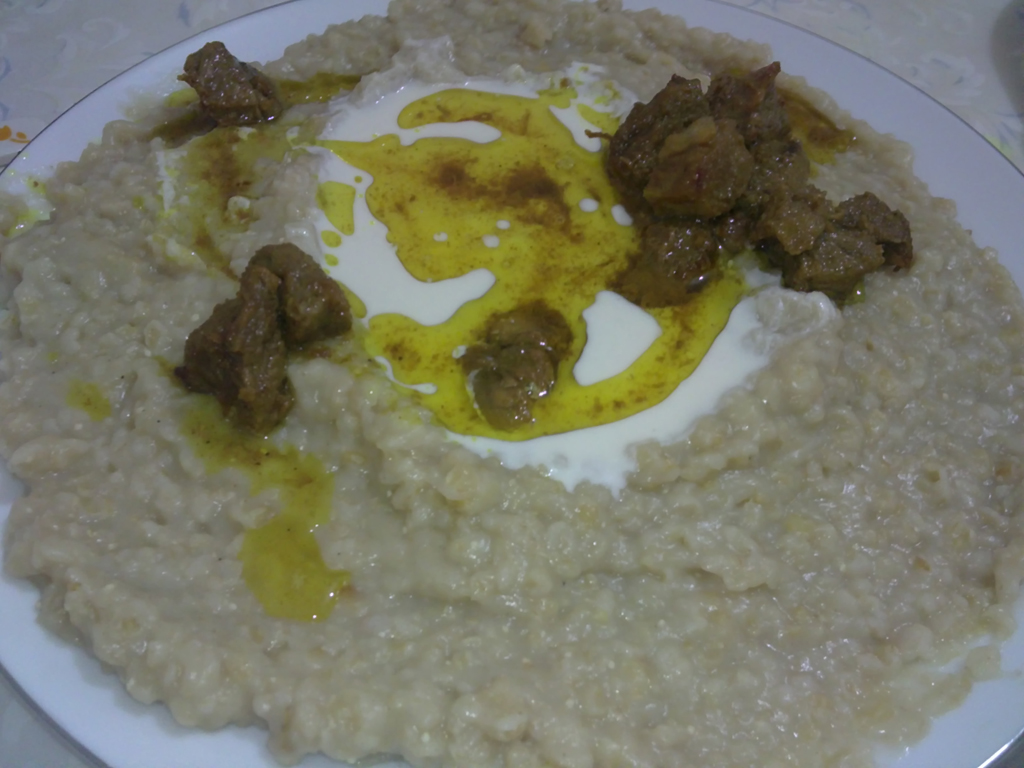
کاچی زواره ای شامل آرد، کشک، روغن حیوانی.

کاچی یک دسر ایرانی است . کاچی به علت دارا بودن آرد و کره دارای انرژی زیادی می‌باشد. به عنوان مثال، انرژی حاصل از کره و آرد، به تنهایی، با مقادیر داده شده در تهیه این کاچی، ۳۱۱۵ کالری می‌باشد که انرژی قابل توجهی است. به همین دلیل برای افراد لاغر و کسانی که دچار ضعف می‌شوند، دسر مناسبی می‌باشد.
کاچی  را با آرد، شکر، گلاب، کره، روغن و زعفران درست می‌کنند. در گذشته با روغن حیوانی فراوان تهیه می‌شد. کاچی را با آرد برنج نیز درست می‌کنند.